# Santiago Segura
Santiago Segura Silva (ur. 17 lipca 1965 w Madrycie) – hiszpański filmowiec, aktor, prezenter telewizyjny i autor komiksów.

## Życiorys

### Wczesne lata
Urodził się w Carabanchel, południowo-zachodniej części Madrytu. Jego ojciec pracował w fabryce śrub i nakrętek. Jako nastolatek kupił kamerę 8mm i realizował nią filmy krótkometrażowe, które finansował z nagród w udziale w teleturniejach i reality show. Studiował na wydziale Sztuk Pięknych Uniwersytetu Complutense w Madrycie. 

### Kariera
Jego pierwszą realizacją był 21-minutowy film – komedia kryminalna Relatos de la medianoche (1989), gdzie zadebiutował też jako aktor. Następnie wystąpił jako Camillero w dramacie Bigasa Luny Lulu (Las edades de Lulú, 1990) z Francescą Neri i Javierem Bardemem. Po udziale w komediodramacie Pedro Almodóvara Wysokie obcasy (Tacones lejanos, 1991), Álex de la Iglesia zaangażował go do roli Ezechiela, który cierpi na wytrysk przedwczesny, w czarnej komedii fantastycznonaukowej Operacja Mutant (Acción mutante, 1993) z Antonio Resinesem. 
Jako reżyser i scenarzysta 12-minutowej komedii Perturbado (1993) otrzymał nagrodę hiszpańskiego przemysłu filmowego Goya w kategorii najlepszy krótkometrażowy film fabularny. Za kreację José Maríi, fana death metalu, satanisty i sprzedawcy w sklepie muzycznym w komedii Álexa de la Iglesia Dzień bestii (El día de la Bestia, 1995) dostał nagrodę Goya dla najbardziej obiecującego aktora kinowego.
Jego kinowy debiut reżyserski – mroczna komedia Torrente: Przygłupia ręka sprawiedliwości (Torrente, el brazo tonto de la ley, 1998), gdzie zagrał też główną rolę jako José Luis Torrente, został uhonorowany nagrodą Goya. Film doczekał się później 4 sequeli tworząc razem z nimi najbardziej dochodową serię w historii hiszpańskiego kina. Zarobiła ona 75 000 000 euro przy sumarycznym budżecie 29 000 000 euro i 15 000 000 widzów.